# FAM228A
FAM228A (англ. Family with sequence similarity 228 member A) – білок, який кодується однойменним геном, розташованим у людей на 2-й хромосомі. Довжина поліпептидного ланцюга білка становить 206 амінокислот, а молекулярна маса — 23 752.
| 10         |  | 20         |  | 30         |  | 40         |  | 50         |
| ---------- |  | ---------- |  | ---------- |  | ---------- |  | ---------- |
| MAATKTASYD |  | EHFRPEKLRE |  | WPEPESVSLM |  | EVLAREDIDE |  | AVCAILFKEN |
| SIVKVTVPPF |  | VDPLFQRQQE |  | VDEERRTGLQ |  | CETGKRHSIK |  | ELEEIEKARL |
| HASSPYFTFT |  | SHCVIPKEWH |  | KASARARSKT |  | YKYSPEKLIY |  | ADKKQKRKEK |
| KTADLSQAAF |  | ERQFLSSKLS |  | QKNKVGERKG |  | LVSRGLGRGW |  | HAGLCSTHEQ |
| HILVPE     |  |            |  |            |  |            |  |            |

A: Аланін

C: Цистеїн

D: Аспарагінова кислота

E: Глутамінова кислота

F: Фенілаланін

G: Гліцин

H: Гістидин

I: Ізолейцин

K: Лізин

L: Лейцин

M: Метіонін

N: Аспарагін

P: Пролін

Q: Глутамін

R: Аргінін

S: Серин

T: Треонін

V: Валін

W: Триптофан